# توم كلانسي هوكس
توم كلانسي هوكس (بالإنجليزية:Tom Clancy's H.A.W.X) هي لعبة فيديو من نوع التحكم بالطائرات ، أنتجت من قبل يوبي سوفت سنة 2009 ، وتعمل لثلاث أنظمة ألعاب وهي : بلاي ستيشن 3 وإكس بوكس 360 ومايكروسوفت ويندوز .